# Bad Lausick
Bad Lausick é um município da Alemanha, situado no distrito de Leipzig, no estado da Saxônia. Tem 69,79 km² de área, e sua população em 2019 foi estimada em 7.984 habitantes.